# Sattelzeit
Sattelzeit ist ein von Reinhart Koselleck in den 1970er Jahren geprägter Begriff für den Übergang von der Frühen Neuzeit zur Moderne zwischen etwa 1750 und 1850. Die Metapher des  Berg- oder Reitsattels, von der sich Koselleck später wieder distanzierte, bezeichnet einen allmählichen Wandel an einer Epochenschwelle, wie die analoge Wortbildung von Hans Blumenberg lautet. 

## Bedeutung
Gemeint ist mit Sattelzeit die Spätzeit der Aufklärung und die Zeit vor und nach der Französischen Revolution, von ungefähr 1750 bis 1850 oder 1870, in der im Zusammenhang mit den politisch-gesellschaftlichen Umwälzungen dieser Periode auch Schlüsselbegriffe für das politische Denken der Moderne einen tiefgreifenden Bedeutungswandel erfahren hätten (z. B. Staat, Bürger, Familie) oder als Neologismen (z. B. Imperialismus, Kommunismus, Klasse) überhaupt erst eingeführt worden seien. Der Bedeutungswandel ist nach Koselleck so zu verstehen, dass in Verbindung mit einer veränderten historischen Zeiterfahrung, die geschichtliche Entwicklung in neuer Weise als Wandel und Bewegung akzentuiert, auch die Bedeutungen politischer Leitbegriffe sich von überzeitlich-statischen hin zu zukunftsgerichtet-antizipatorischen Inhalten verschoben hätten.
In Ergänzung und Erweiterung des begriffsgeschichtlichen Konzepts nach Koselleck werden in der Geschichtsforschung noch weitere Veränderungsprozesse als charakteristisch für die Sattelzeit angesehen, wodurch sich die Nähe zu Annahmen der Modernisierungstheorie ergibt:
- demografischer Wandel,
- sozialer Wandel von der ständischen zur bürgerlichen Gesellschaft,
- Verkehrsrevolution durch neue Verkehrsmittel (z. B. Eisenbahn, Dampfschiff),
- Beginn der Industrialisierung,
- Herausbildung neuer Kultur- und Konsumformen.

In geschichts- und kulturwissenschaftlichen Arbeiten wird der Begriff Sattelzeit zuweilen auch analog auf andere Perioden gesellschaftlicher und kultureller Umbrüche übertragen.

## Begriffsbildung
Zur Deutung des Begriffs verwies Koselleck selbst sowohl auf einen Bergsattel, den man hochsteige, als auch auf die Reiterei: das Aufsatteln, „um schneller zu sein in der Geschichte.“  Koselleck bediente sich auch anderswo der Metapher des Pferdezeitalters und sammelte im Alter Fotos von Reiterdenkmälern; in seiner Jugend gehörte er der Reiter-HJ an und war im II. Weltkrieg Offizier in einer berittenen Artillerie-Hilfstruppe. Nach Bodo Mrozek war die morgendliche Zeit zum Aufsatteln zentrale „Chrono-Praktik“ im nationalsozialistischen Reiterwesen; er vermutet hier einen Ursprung des Begriffs.
Wie Mrozek gezeigt hat, distanzierte sich Koselleck mehrfach scharf von dem eigenen Begriff, den er nach eigenen Worten „nur zufällig“ geprägt habe „um Geld zu kriegen“ und der „theoretisch sehr schwach“ sei. Demnach distanzierte sich Koselleck, „just als er seine eigene Rolle im nationalsozialistischen Krieg immerhin andeutungsweise öffentlich zu reflektieren begann“, von dem eigenen Begriff, der „im Reiterwesen des Nationalsozialismus“ wurzele.
Joachim Eibach sieht den Bergsattel im Begriffsfeld und nennt Sattelzeit ein weiterhin interessantes „heuristisches Angebot“ (Francisca Loetz, 2013).